# Llano Estacado
Llano Estacado (Staked Plains) – płaskowyż i region w południowo-zachodniej części Stanów Zjednoczonych, na pograniczu Nowego Meksyku i Teksasu. Występują tam okresowe jeziora i rzeki. Llano Estacado ograniczone jest rzeką Canadian River na północy, na wschodzie przez skarpę Caprock, a na zachodzie przez skarpę Mescalero. Region zajmuje około 82,9 tys. km².